# Chadwickryggen
Der Chadwickryggen ist mit 1640 Metern der vierthöchste Berg des Svalbard-Archipels im Arktischen Ozean.

## Entstehung des Namens
Der Chadwickryggen wurde nach dem englischen Physiker Sir James Chadwick (1891–1974) benannt. Der Name wurde von dem Geologen Walter Brian Harland vorgeschlagen, als er das südliche Ny-Friesland kartographierte.

## Lage und Umgebung
Der Chadwickryggen liegt zwischen den beiden Gletschern Tryggvebreen und Smutsbreen in der Berggruppe Atomfjella. Diese befindet sich im Südwesten des Gebiets Ny-Friesland im Nordosten der Hauptinsel Spitzbergen.
Er liegt nur wenige Kilometer vom Perriertoppen und Ceresfjellet entfernt.

## Routen zum Gipfel
Am 22. April 2007 gelang Robert Jasper und Markus Stofer die Erstbegehung der Ostwand des Chadwickryggen. Der Aufstieg ist eine Mixed-Kletterroute und erfolgte im Alpinstil. Sie benannten die Route Polar Pow(d)er und bewerteten sie mit dem Schwierigkeitsgrad M6. Eine weitere Route durchkletterten Robert Jasper und Andrej Erceg zwei Tage später an der Nordwestwand (Deutsch Slowenische Freundschaft, M7).
Bereits am 17. April 2007 gelang Jasper und Stofer vermutlich die Erstbesteigung von einem, dem Chadwickryggen nördlich vorgelagerten, circa 1600 Meter hohen Gipfel über die Nordwand (Knut, M5).